# Karlsruher Sport-Club Mühlburg-Phönix 1977-1978
Questa voce raccoglie le informazioni riguardanti il Karlsruher Sport-Club Mühlburg-Phönix nelle competizioni ufficiali della stagione 1977-1978.

## Stagione
Nella stagione 1977-1978 il Karlsruhe, allenato da Bernd Hoss, Rolf Schafstall e Walter Baureis, concluse il campionato di 2. Bundesliga al 7º posto. In Coppa di Germania il Karlsruhe fu eliminato agli ottavi di finale dal Colonia.

## Rosa
| N. |                     | Ruolo | Calciatore            |
| -- | ------------------- | ----- | --------------------- |
|    | Germania (bandiera) | P     | Michael Wäschle       |
|    | Germania (bandiera) | P     | Rudi Wimmer           |
|    | Germania (bandiera) | D     | Edmund Becker         |
|    | Germania (bandiera) | D     | Rolf Dohmen           |
|    | Germania (bandiera) | D     | Jürgen Kalb           |
|    | Germania (bandiera) | D     | Hermann Kohlenbrenner |
|    | Germania (bandiera) | D     | Gerd Komorowski       |
|    | Germania (bandiera) | D     | Karl-Heinz Struth     |
|    | Germania (bandiera) | D     | Rainer Ulrich         |
|    | Germania (bandiera) | C     | Hermann Bredenfeld    |

| N. |                      | Ruolo | Calciatore       |
| -- | -------------------- | ----- | ---------------- |
|    | Danimarca (bandiera) | C     | Ove Flindt-Bjerg |
|    | Germania (bandiera)  | C     | Michael Harforth |
|    | Germania (bandiera)  | C     | Konrad Koffler   |
|    | Germania (bandiera)  | C     | Martin Kübler    |
|    | Germania (bandiera)  | C     | Wilfried Trenkel |
|    | Germania (bandiera)  | C     | Martin Wiesner   |
|    | Germania (bandiera)  | A     | Karl Berger      |
|    | Germania (bandiera)  | A     | Emanuel Günther  |
|    | Germania (bandiera)  | A     | Rigo Konrad      |
|    | Germania (bandiera)  | A     | Raimund Krauth   |

## Organigramma societario
Area tecnica
- Allenatore: Walter Baureis
- Allenatore in seconda:
- Preparatore dei portieri:
- Preparatori atletici:

## Calciomercato

### Sessione estiva
| Acquisti | Acquisti              | Acquisti       | Acquisti |
| R.       | Nome                  | da             | Modalità |
| -------- | --------------------- | -------------- | -------- |
| A        | Emanuel Günther       | Wormatia Worms |          |
| D        | Hermann Kohlenbrenner | Pirmasens      |          |

| Cessioni | Cessioni         | Cessioni            | Cessioni |
| R.       | Nome             | a                   | Modalità |
| -------- | ---------------- | ------------------- | -------- |
| A        | Norbert Janzon   | Bayern Monaco       |          |
| D        | Kurt Niedermayer | Bayern Monaco       |          |
| C        | Winfried Schäfer | Borussia M'gladbach |          |

### Sessione invernale
| Acquisti | Acquisti    | Acquisti        | Acquisti |
| R.       | Nome        | da              | Modalità |
| -------- | ----------- | --------------- | -------- |
| D        | Rolf Dohmen | Fortuna Colonia |          |

| Cessioni | Cessioni       | Cessioni        | Cessioni |
| R.       | Nome           | a               | Modalità |
| -------- | -------------- | --------------- | -------- |
| A        | Vančo Balevski | Toronto Croatia |          |

## Risultati

### 2. Bundesliga

#### Girone di andata
| Arbitro: | Engel |

|                         |           |            |
| Petrovic 16’ Susser 29’ | Marcatori | 26’ Krauth |

| Arbitro: | Treib |

|                                               |           |  |
| Flindt-Bjerg 34’ Krauth 35’ Kohlenbrenner 41’ | Marcatori |  |

| Arbitro: | Luca |

|                                    |           |  |
| Günther 51’ (rig.), 54’ Krauth 70’ | Marcatori |  |

| Arbitro: | Aldinger |

|                     |           |            |
| Geinzer 8’ Walz 14’ | Marcatori | 86’ Struth |

| Arbitro: | Biwersi |

|                                 |           |                           |
| Struth 25’, 37’, 65’ Krauth 80’ | Marcatori | 61’ Hofmann 61’, 86’ Zele |

| Arbitro: | Dreher |

|                  |           |                  |
| Cremer 6’ (rig.) | Marcatori | 55’, 84’ Günther |

| Arbitro: | Ross |

|                             |           |  |
| Günther 22’, 89’ Berger 63’ | Marcatori |  |

| Arbitro: | Nützel |

|             |           |                                       |
| Schlief 31’ | Marcatori | 9’ Berger 26’, 78’ Günther 68’ Struth |

| Arbitro: | Röder |

|                                      |           |             |
| Günther 25’, 27’ Berger 34’ Kalb 74’ | Marcatori | 2’ Sommerer |

| Arbitro: | Huster |

|  |           |          |
|  | Marcatori | 15’ Kalb |

| Arbitro: | Dellwing |

|              |           |            |
| Balevski 35’ | Marcatori | 24’ Lausen |

| Arbitro: | Schmidhuber |

|                              |           |                              |
| Derigs 80’ (rig.) Bührer 81’ | Marcatori | 55’ (rig.) Struth 86’ Kübler |

| Arbitro: | Correll |

|                                                        |           |  |
| Berger 2’, 43’, 53’ Struth 30’ (rig.) Günther 44’, 82’ | Marcatori |  |

| Arbitro: | Frickel |

|                                       |           |                           |
| Schabacker 4’ Cestonaro 60’ Weber 71’ | Marcatori | 23’ Krauth 69’ Bredenfeld |

| Arbitro: | Wilhelmi |

|                         |           |  |
| Günther 59’, 68’ (rig.) | Marcatori |  |

| Arbitro: | Ferro |

|                                         |           |  |
| Subklewe 15’ Ehrmantraut 75’ Warken 79’ | Marcatori |  |

| Arbitro: | Walz |

|                                   |           |                                |
| Günther 1’, 18’ (rig.) Krauth 52’ | Marcatori | 36’ Oleknavicius 80’ Deterding |

| Arbitro: | Michel |

|                             |           |                        |
| Schuberth 22’, 25’ Horr 51’ | Marcatori | 35’, 83’ (rig.) Berger |

| Arbitro: | Fleischer |

|                        |           |           |
| Günther 17’ Berger 68’ | Marcatori | 63’ Böhni |

#### Girone di ritorno
| Arbitro: | Schmoock |

|                      |           |          |
| Günther 3’, 88’, 89’ | Marcatori | 81’ Eder |

| Arbitro: | Gaus |

|                       |           |                                    |
| Feulner 24’ Michl 56’ | Marcatori | 20’ Günther 26’ Trenkel 57’ Becker |

| Arbitro: | Brückner |

|                        |           |  |
| Müller 44’ Schmitt 88’ | Marcatori |  |

| Arbitro: | Klauser |

|                                            |           |                                    |
| Krauth 5’ Günther 20’, 89’ Berger 35’, 67’ | Marcatori | 13’ Seiler 68’ Pechtold 78’ Völler |

| Arbitro: | Dellwing |

|                     |           |            |
| Weiler 57’ Koch 78’ | Marcatori | 66’ Struth |

| Arbitro: | Filla |

|              |           |  |
| Harforth 72’ | Marcatori |  |

| Arbitro: | Drescher |

|           |           |            |
| Saile 82’ | Marcatori | 41’ Krauth |

| Arbitro: | Nickel |

|                            |           |                                  |
| Flindt-Bjerg 4’ Krauth 48’ | Marcatori | 44’ (aut.) Struth 88’ Bergfelder |

| Arbitro: | Röder |

|                        |           |  |
| Sommerer 28’, 52’, 62’ | Marcatori |  |

| Arbitro: | Biwersi |

|                                                |           |  |
| Trenkel 50’ Krauth 58’, 60’ Günther 85’ (rig.) | Marcatori |  |

| Arbitro: | Hontheim |

|                               |           |  |
| Pankotsch 3’ Unger 27’ (rig.) | Marcatori |  |

| Arbitro: | Fleischer |

|           |           |                          |
| Krauth 6’ | Marcatori | 17’ Schnitzer 78’ Bührer |

| Arbitro: | Ferro |

|                     |           |             |
| Emmerich 66’ (rig.) | Marcatori | 13’ Günther |

| Arbitro: | Walther |

|                              |           |  |
| Günther 18’ Flindt-Bjerg 49’ | Marcatori |  |

| Arbitro: | Schumann |

|                  |           |                             |
| Beichle 49’, 50’ | Marcatori | 43’ Günther 60’, 85’ Berger |

| Arbitro: | Linn |

|                 |           |                                    |
| Struth 51’, 71’ | Marcatori | 17’ Erhart 31’ Ney 41’ Ehrmantraut |

| Arbitro: | Kipper |

|               |           |  |
| Deterding 87’ | Marcatori |  |

| Arbitro: | Treib |

|  |           |                         |
|  | Marcatori | 13’ Poulsen 19’ Seubert |

| Arbitro: | Ross |

|  |           |             |
|  | Marcatori | 42’ Trenkel |

### Coppa di Germania
| Arbitro: | Schmoock |

|                             |           |            |
| Krauth 55’ Flindt-Bjerg 62’ | Marcatori | 69’ Susser |

| Arbitro: | Fleischer |

|                                         |           |                                      |
| Günther 16’, 66’ Kübler 83’ Berger 110’ | Marcatori | 48’ Rudloff 60’ Weber 69’ Geiersbach |

| Arbitro: | Joos |

|                          |           |  |
| Bredenfeld 2’ Krauth 75’ | Marcatori |  |

| Arbitro: | Redelfs |

|                                                      |           |  |
| van Gool 17’ Neumann 27’ Müller 40’ Flohe 68’ (rig.) | Marcatori |  |

## Statistiche

### Statistiche di squadra
| Competizione      | Punti | In casa | In casa | In casa | In casa | In casa | In casa | In trasferta | In trasferta | In trasferta | In trasferta | In trasferta | In trasferta | Totale | Totale | Totale | Totale | Totale | Totale | DR  |
| Competizione      | Punti | G       | V       | N       | P       | Gf      | Gs      | G            | V            | N            | P            | Gf           | Gs           | G      | V      | N      | P      | Gf     | Gs     | DR  |
| ----------------- | ----- | ------- | ------- | ------- | ------- | ------- | ------- | ------------ | ------------ | ------------ | ------------ | ------------ | ------------ | ------ | ------ | ------ | ------ | ------ | ------ | --- |
| 2. Bundesliga     | 45    | 19      | 14      | 2       | 3       | 51      | 21      | 19           | 6            | 3            | 10           | 25           | 33           | 38     | 20     | 5      | 13     | 76     | 54     | +22 |
| Coppa di Germania | -     | 3       | 3       | 0       | 0       | 8       | 4       | 1            | 0            | 0            | 1            | 0            | 4            | 4      | 3      | 0      | 1      | 8      | 8      | 0   |
| Totale            | 45    | 22      | 17      | 2       | 3       | 59      | 25      | 20           | 6            | 3            | 11           | 25           | 37           | 42     | 23     | 5      | 14     | 84     | 62     | +22 |

### Andamento in campionato
| Giornata  | 1  | 2 | 3 | 4  | 5 | 6 | 7 | 8 | 9 | 10 | 11 | 12 | 13 | 14 | 15 | 16 | 17 | 18 | 19 | 20 | 21 | 22 | 23 | 24 | 25 | 26 | 27 | 28 | 29 | 30 | 31 | 32 | 33 | 34 | 35 | 36 | 37 | 38 |
| --------- | -- | - | - | -- | - | - | - | - | - | -- | -- | -- | -- | -- | -- | -- | -- | -- | -- | -- | -- | -- | -- | -- | -- | -- | -- | -- | -- | -- | -- | -- | -- | -- | -- | -- | -- | -- |
| Luogo     | T  | C | C | T  | C | T | C | T | C | T  | C  | T  | C  | T  | C  | T  | C  | T  | C  | C  | T  | T  | C  | T  | C  | T  | C  | T  | C  | T  | C  | T  | C  | T  | C  | T  | C  | T  |
| Risultato | P  | V | V | P  | V | V | V | V | V | V  | N  | N  | V  | P  | V  | P  | V  | P  | V  | V  | V  | P  | V  | P  | V  | N  | N  | P  | V  | P  | P  | N  | V  | V  | P  | P  | P  | V  |
| Posizione | 12 | 9 | 7 | 10 | 8 | 4 | 4 | 3 | 2 | 1  | 2  | 1  | 1  | 3  | 3  | 3  | 3  | 3  | 3  | 3  | 3  | 4  | 4  | 4  | 4  | 4  | 3  | 4  | 3  | 4  | 5  | 5  | 5  | 5  | 6  | 7  | 7  | 7  |

Legenda:

Luogo: C = Casa; T = Trasferta. Risultato: V = Vittoria; N = Pareggio; P = Sconfitta.

### Statistiche dei giocatori
| Giocatore        | 2. Bundesliga | 2. Bundesliga | 2. Bundesliga | 2. Bundesliga | Coppa di Germania | Coppa di Germania | Coppa di Germania | Coppa di Germania | Totale   | Totale | Totale      | Totale     |
| Giocatore        | Presenze      | Reti          | Ammonizioni   | Espulsioni    | Presenze          | Reti              | Ammonizioni       | Espulsioni        | Presenze | Reti   | Ammonizioni | Espulsioni |
| ---------------- | ------------- | ------------- | ------------- | ------------- | ----------------- | ----------------- | ----------------- | ----------------- | -------- | ------ | ----------- | ---------- |
| V. Balevski      | 16            | 1             | 3             | 0             | 3                 | 0                 | 1                 | 0                 | 19       | 1      | 4           | 0          |
| E. Becker        | 12            | 1             | 1             | 0             | 1                 | 0                 | 0                 | 0                 | 13       | 1      | 1           | 0          |
| K. Berger        | 31            | 13            | 2             | 0             | 3                 | 1                 | 0                 | 0                 | 34       | 14     | 2           | 0          |
| H. Bredenfeld    | 26            | 1             | 0             | 0             | 4                 | 1                 | 0                 | 0                 | 30       | 2      | 0           | 0          |
| R. Dohmen        | 17            | 0             | 3             | 0             | 0                 | 0                 | 0                 | 0                 | 17       | 0      | 3           | 0          |
| O. Flindt-Bjerg  | 31            | 3             | 3             | 0             | 3                 | 1                 | 0                 | 0                 | 34       | 4      | 3           | 0          |
| E. Günther       | 38            | 27            | 10            | 0             | 4                 | 2                 | 1                 | 0                 | 42       | 29     | 11          | 0          |
| M. Harforth      | 27            | 1             | 1             | 0             | 2                 | 0                 | 0                 | 0                 | 29       | 1      | 1           | 0          |
| J. Kalb          | 38            | 2             | 1             | 0             | 4                 | 0                 | 1                 | 0                 | 42       | 2      | 2           | 0          |
| K. Koffler       | 4             | 0             | 0             | 0             | 0                 | 0                 | 0                 | 0                 | 4        | 0      | 0           | 0          |
| H. Kohlenbrenner | 29            | 1             | 2             | 1             | 3                 | 0                 | 0                 | 0                 | 32       | 1      | 2           | 1          |
| G. Komorowski    | 15            | 0             | 0             | 0             | 1                 | 0                 | 0                 | 0                 | 16       | 0      | 0           | 0          |
| R. Konrad        | 3             | 0             | 0             | 0             | 0                 | 0                 | 0                 | 0                 | 3        | 0      | 0           | 0          |
| R. Krauth        | 31            | 12            | 3             | 0             | 3                 | 2                 | 0                 | 0                 | 34       | 14     | 3           | 0          |
| M. Kübler        | 18            | 1             | 2             | 0             | 4                 | 1                 | 0                 | 0                 | 22       | 2      | 2           | 0          |
| K. Struth        | 26            | 10            | 1             | 0             | 2                 | 0                 | 0                 | 0                 | 28       | 10     | 1           | 0          |
| W. Trenkel       | 33            | 3             | 0             | 0             | 3                 | 0                 | 0                 | 0                 | 36       | 3      | 0           | 0          |
| R. Ulrich        | 30            | 0             | 8             | 0             | 4                 | 0                 | 0                 | 0                 | 34       | 0      | 8           | 0          |
| M. Wiesner       | 7             | 0             | 0             | 0             | 0                 | 0                 | 0                 | 0                 | 7        | 0      | 0           | 0          |
| R. Wimmer        | 29            | 0             | 0             | 0             | 2                 | 0                 | 0                 | 0                 | 31       | 0      | 0           | 0          |
| M. Wäschle       | 9             | 0             | 0             | 0             | 2                 | 0                 | 0                 | 0                 | 11       | 0      | 0           | 0          |